# Lavey-Morcles
Lavey-Morcles är en kommun  i distriktet Aigle i kantonen Vaud, Schweiz. Kommunen ligger i Rhônedalen och har 1 022 invånare (2023).
Kommunen  består av orterna Lavey-Village, Lavey-les-Bains och Morcles.